# Regla de Gloger
La regla de Gloger és una regla ecogeogràfica que estableix que dins d'una espècie d'endotermes, formes més pigmentades tendeixen a trobar-se en ambients més humits, per exemple. prop de l'equador. Va rebre el nom del zoòleg Constantin Wilhelm Lambert Gloger, que va remarcar aquest fenomen per primera vegada el 1833 en una revisió de la covariació del clima i el color del plomatge aviari. Erwin Stresemann va assenyalar que la idea ja era expressada per Pallas a Zoographia Rosso-Asiatica (1811). Gloger va descobrir que els ocells en hàbitats més humits solien ser més foscos que els seus parents de regions amb major aridesa. Més del 90% dels 52 estudis d'espècies d'ocells d'Amèrica del Nord compleixen aquesta regla.
Una explicació de la regla de Gloger en el cas dels ocells sembla ser l'augment de la resistència de les plomes fosques a bacteris que degraden les plomes o els pèls com Bacillus licheniformis. Les plomes en ambients humits tenen una major càrrega bacteriana i els ambients humits són més adequats per al creixement microbià; les plomes o els cabells foscos són més difícils de trencar. Les eumelanines més resistents (de color marró fosc a negre) es dipositen a les regions càlides i humides, mentre que a les zones àrides, les feomelanines (de color vermellós a sorrenc) predominen a causa del benefici de la cripsi.
Entre els mamífers, hi ha una marcada tendència a les regions equatorials i tropicals a tenir un color de pell més fosc que els parents del pol. En aquest cas, la causa subjacent és probablement la necessitat de protegir-se millor de la radiació ultraviolada solar més intensa a latituds més baixes. Tanmateix, l'absorció d'una certa quantitat de radiació UV és necessària per a la producció de certes vitamines, especialment la vitamina D (vegeu també Osteomalàcia).
Aquest principi també es demostra clarament en les poblacions humanes. Les poblacions que van evolucionar en entorns més assolellats i més propers a l'equador solen tenir pigments més foscos que les poblacions que s'originen més lluny de l'equador. Però, hi ha excepcions; entre els més coneguts hi ha els tibetans i els inuit, que tenen la pell més fosca del que es podria esperar des de les seves latituds natives. En el primer cas, es tracta aparentment d'una adaptació a la radiació ultraviolada extremadament alta de l'altiplà tibetà, mentre que en el segon cas, la necessitat d'absorbir la radiació UV es veu alleujada per la dieta dels inuit rica en vitamina D.